# Armenische Eishockeyliga
Die Armenische Eishockeyliga ist die höchste Eishockeyliga in Armenien. Rekordmeister ist der Urartu Jerewan mit insgesamt sechs Titeln.

## Teams 2017/18
- Ararat Jerewan
- Malatia Jerewan
- Schirak Gjumri
- Urartu Jerewan

## Bisherige Titelträger
siehe Armenischer Meister (Eishockey)